# Paldiski
Paldiski er en lille havneby i Estland med 4.073 (2024) indbyggere, beliggende på Pakri-halvøen i den nordvestlige del af Estland ca. 50 km vest for Tallinn og ud til det Baltiske hav.
Byen kan nås med tog eller bil/rutebus fra Tallinn eller med færge fra Kapellskär i Sverige.

## Navn
Byen var oprindelige en svensk bebyggelse kendt som Rågervik, senere blev det i det 18. århundrede en russisk flådebase. I 1762 omdøbte russerne byen til "Den baltiske havn" (Балтийский Порт – "Baltijskij Port") – og den estiske udtale af dette, Paldiski, blev i 1933 byens officielle navn.

## Historie
Paldiski blev grundlagt som svensk fiskerby i det 17. århundrede, men efter svensk nederlag til Rusland i Den store nordiske krig (1700 – 1721) og af afståelse af Estland til Peter den Store, blev byen omdannet til russisk flådebase. Grundstenen hertil lagde Peter den store selv i 1718 og arbejdet på flådehavnen fortsatte til omkring 1770. Ikke mindst fordi havnen var isfri det meste af året, voksede Paldiski i betydning og var en overgang den tredje største havneby i hele det russiske imperium, hvorfor byen også blev destination for Estlands tidligste jernbane, som i 1870 forbandt Paldiski med Tallinn, Narva og Skt. Petersborg.
Under den første estiske uafhængighed (1920 – 1940) blev Paldiski en frihavn og et yndet rejsemål for estere, specielt populært i kunstnergrupper.

### Sovjetisk æra
Efter at Estland som følge af Molotov-Ribbentrop-pagten fra 1939 mellem Hitler og Stalin tilfaldt det kommunistiske Sovjetunionen, blev Paldiski omdannet til en vigtig sovjetisk militær- og ubådsbase. I 1962 oprettede den sovjetiske flåde et stort træningscenter (kalder YT393) på området, til uddannelse af kadetter til den sovjetiske atomubådsflåde. Fra da af blev byen en lukket by, der var afskåret med pigtrådshegn fra omverdenen og officielt ikke eksisterede. I 1968 blev der i forbindelse med træningscenteret åbnet en 70Mw eksperimentel atomreaktor. I 1982 fulgte en anden træningsreaktor på 90 Mw. Alle militær- og flådefaciliteterne dækkede et område på 65m2. Paldiski forblev lukket by indtil Sovjetunionens kollaps og russisk troppetilbagetrækning i 1994 – om end esterne først endeligt fik overdraget Paldiski i 1995. Begge atomreaktoren blev lukket ned i 1989 og reaktorkernerne forseglet i hver sin betonsarkofag.
Estland havde ikke selv de finansielle midler eller den fornødne ekspertise til at rydde op efter den atomare forurening. På foranledning af den svenske stat og det svenske institut for strålebeskyttelse (Statens strålskyddsinstitut (SSI)) blev der oprettet en international ekspertgruppe til håndtering af de radioaktive materialer i Paldiski (PIERG), for at håndtere nedlukningen af reaktorerne og de økologiske skader på forsvarlig vis. En opgave der har kostet hundredvis af millioner euro og stadig ikke er helt færdig.

### Uafhængighed
Efter den russiske troppetilbagetrækning faldt indbyggertallet drastisk fra omkring 20.000 indbyggere og militær- og flådepersonel til i dag kun omkring 4.000. Byen havde ikke tilstrækkelig mange estiske indbyggere til at opretholde klassifikationen som selvstændig by og blev indtil den 30. oktober 1996 underlagt byen Keila. Efter affolkningen har byen i dag en del forladte og forfaldne sovjet-æra-betonbyggerier. Byen er stadig hovedsageligt befolket af russere.

### Udvikling i indbyggertal
- 1934 – 851
- 1959 – 3.387
- 1970 – 6.907
- 1979 – 7.311
- 1989 – 7.690
- 2004 – 4.224

## Seværdigheder
- I centrum af Paldiski ligger den ortodokse Sankt Jørgens kirke fra 1787 og et par hundred meter mod nord den lutherske Sankt Nikolauss kirke som holder gudstjeneste hver søndag.[3] Begge er nyåbnede og under restaurering.

- Den nyrestaurerede jernbanestation fra 1870.

- Lige nord for Paldiski ligger et stort fæstningsbyggeri igangsat af Peter den store men aldrig færdiggjort. Fæstningen blev opført ved brug af tvangsudskrevne arbejdere og fik grundet de grusomme arbejdsvilkår tilnavnet "Sibirien".

- Delvist finansieret med handel i CO2-kvoter under Kyoto-aftalen er der uden for Paldiski opført en stor vindmøllepark der i dag producerer omkring 56.000 Mwh – hvilket rækker til at dække omkring 1% af Estlands nuværende forbrug.

- En del forladte sovjetiske militærinstallationer og to nedlukkede eksperimentelle atomreaktorer.

Byen har også to supermarkeder og et lille, men moderne hotel (Hotel Valge Laev – med seks værelser), der også har en restaurant.
De "sovjetiske scener" fra den dansk-svenske film Lilja 4-ever er delvist optaget i Paldiski.